# شاؤول فريدليندر
شاؤول فريدليندر Saul Friedländer (بالعبرية: שאול פרידלנדר‏) (من مواليد 11 أكتوبر 1932) هو مؤرخ يهودي تشيكي المولد وأستاذ للتاريخ في جامعة كاليفورنيا.
حصل على جائزة إسرائيل للتاريخ في عام 1983.

## سيرته الشخصية
ولد شاؤول فريدليندر في براغ في عائلة من اليهود الناطقين بالألمانية. ونشأ في فرنسا في فترة الاحتلال الألماني لفرنسا 1940 - 1944.وكان مختبئا من عام 1942 حتى عام 1946 في مدرسة داخلية كاثوليكية في مونلوسون بالقرب من فيشي. وأثناء اختبائه تحول إلى الكاثوليكية الرومانية وبدأ فيما بعد الاستعداد لدخول لكهنوت الكاثوليكي. 
حاول والداه الفرار إلى سويسرا، لكن اعتقلهما درك فيشي، وتم تسليمهما إلى الألمان وتم قتلهما بالغاز في معسكر اعتقال أوشفيتز. لكنه لم يعلم بمصير والديه إلا في عام 1946.
بعد عام 1946 أصبح فريدليندر أكثر وعيًا بهويته اليهودية وأصبح صهيونيًا. وهاجر في عام 1948 إلى إسرائيل على متن سفينة "ألتانيا" التابعة لمنظمة الإرغون. وبعد إتمامه دراسته الثانوية، خدم في الجيش الإسرائيلي. ودرس العلوم السياسية من عام 1953 إلى عام 1955.

## نشاطه الصهيوني والسياسي
شغل فريدليندر منصب سكرتير ناحوم غولدمان، رئيس المنظمة الصهيونية العالمية والمؤتمر اليهودي العالمي آنذاك. وفي عام 1959 أصبح مساعدًا لشمعون بيريز، نائب وزير الدفاع آنذاك. وفي أواخر الثمانينيات، انتقل إلى اليسار السياسي وكان نشطًا في حركة السلام الآن.

## عمله الأكاديمي
حصل على درجة الدكتوراه في عام 1963 من المعهد العالي للدراسات الدولية في جنيف، حيث قام بالتدريس حتى عام 1988. ثم درّس في الجامعة العبرية في القدس وفي جامعة تل أبيب. وكتب في عام 1969 سيرة ذاتية لضابط قوات الأمن الخاصة كورت غيرستاين. وفي عام 1988 عمل أستاذًا للتاريخ في جامعة كاليفورنيا في لوس أنجلوس.
ترأس في عام 1998 اللجنة التاريخية المستقلة (IHC) التي عينت للتحقيق في أنشطة شركة الإعلام الألمانية برتلسمان في عهد الرايخ الثالث. ونشر التقرير المؤلف من 800 صفحة، بعنوان "برتلسمان في الرايخ الثالث" الذي كتبه نوربرت فراي وتروتس رايندورف وراينهارد ويتمان في أكتوبر 2002.  وأكدت النتائج، التي نشرها هيرش فيشلر لأول مرة في مجلة ذا نيشن، والتي تفيد بأن برتلسمان تعاونت مع النظام النازي قبل وأثناء الحرب العالمية الثانية.  وأعربت برتلسمان بعد ذلك عن أسفها "لسلوكها في ظل النازيين وللجهود اللاحقة للتستر عليه". 

## آرائه
يرى فريدليندر أن النازية هي إنكار لكل أشكال الحياة ونوع من عبادة الموت. ويرى أن الهولوكوست كان حدثًا مروعًا لدرجة أنه يكاد يكون من المستحيل التعبير عنه باللغة العادية. ويرى أن معاداة السامية التي انتهجها الحزب النازي فريدة من نوعها في التاريخ، ويصفها بأنها "معاداة سامية تعويضية"، أي أنها ترتكب أفعالا بتفسير أنها تخدم قضية أخرى.
وهو يؤمن بالعمدية في مسألة أصول الهولوكوست. ومع ذلك يرفض فريدليندر وجهة النظر القصدية المتطرفة القائلة بأن أدولف هتلر كان لديه خطة رئيسية للإبادة الجماعية للشعب اليهودي نشأت عندما كتب كفاحي. وتوصل فريدليندر، من خلال بحثه عن الرايخ الثالث، إلى نتيجة مفادها أنه لم تكن هناك نية لإبادة يهود أوروبا قبل عام 1941.
انخرط فريدليندر في الثمانينيات في نقاش حاد مع مؤرخ ألمانيا الغربية مارتن بروزات حول دعوته إلى "تأريخ" ألمانيا النازية. فمن وجهة نظر فريدليندر، لم تكن ألمانيا النازية ولا يمكن اعتبارها فترة طبيعية من التاريخ. وجادل فريدليندر بوجود ثلاث معضلات وثلاث مشاكل تتعلق بـ "تأريخ" الرايخ الثالث. 
كانت المعضلة الأولى هي مسألة الفترات التاريخية، وكيف يمكن ربط التغيرات الاجتماعية طويلة المدى بفهم الفترة النازية.  وجادل فريدليندر بأن التركيز على التغيرات الاجتماعية طويلة المدى مثل نمو دولة الرفاهية من الإمبراطورية إلى فايمار إلى العهد النازي حتى الوقت الحاضر (كما اقترح بروزات) غيّر التركيز على البحث التاريخي من خصوصية العصر النازي إلى المدى الطويل للتاريخ الألماني في القرن العشرين.  وشعر فريدليندر أن "الأهمية النسبية" لنمو دولة الرفاهية في ظل الرايخ الثالث، وعلاقتها بتطورات ما بعد الحرب من شأنها أن تجعل المؤرخين يفقدون اهتمامهم بسياسات الإبادة الجماعية للدولة النازية. 
المعضلة الثانية رأى فريدليندر أنه من خلال التعامل مع الفترة النازية باعتبارها فترة "طبيعية" من التاريخ، ومن خلال فحص جوانب "الحياة الطبيعية" قد يؤدي إلى خطر التسبب في فقدان المؤرخين الاهتمام بـ "الإجرام" في العصر النازي.  كان هذا مشكلة خاصة بالنسبة لفريدليندر لأنه أكد أن جوانب "الحياة الطبيعية" و"الإجرام" تتداخل إلى حد كبير في الحياة اليومية لألمانيا النازية. 
المعضلة الثالثة تتعلق بما اعتبره فريدليندر أن التعريف الغامض لـ "التأريخ" ينطوي عليه، وقد يسمح للمؤرخين بتقديم حجج اعتذارية حول الاشتراكية القومية مثل تلك التي اتهم فريدليندر إرنست نولتي وأندرياس هيلغروبر بتقديمها. 
اعترف فريدليندر بأن بروزات لم يكن مدافعًا عن ألمانيا النازية مثل نولتي وهيلغروبر.  وأشار فريدليندر إلى أنه على الرغم من أن مفهوم "التأريخ" كان محرجًا للغاية، ويرجع ذلك جزئيًا إلى أنه فتح الباب أمام نوع الحجج التي قدمها نولتي وهيلغروبر خلال هيستوريكر شترايت (نزاع المؤرخين) فإن دوافع بروزات في الدعوة إلى "التأريخ" كانت مشرفة.  واستخدم فريدليندر مثال النظرة طويلة الأمد للتاريخ الإيطالي التي سمحت لمؤرخين مثل رينزو دي فيليس بمحاولة إعادة تقديم موسوليني باعتباره دكتاتورًا تحديثيًا يحاول انتشال إيطاليا من التخلف. وجادل بأن اتباع نهج مماثل في التاريخ الألماني سيكون له نفس التأثير مع هتلر. 
وحافظ فريدليندر على مقارنة ألمانيا النازية بإيطاليا الفاشية حيث أن تحديث الدكتاتوريات لم ينجح لأن إيطاليا الفاشية وفقًا له لم ترتكب إبادة جماعية (على الرغم من أن إبادة السلاف في معسكرات الاعتقال الإيطالية كان يتم التحضير لها)، وجادل بأنها كانت ستكون إبادة جماعية. وهذا ما جعل الرايخ الثالث فريدًا من نوعه.  وشعر فريدليندر أن وجهة نظر بروزات الطويلة للتاريخ الألماني مع التركيز على الاستمرارية بين العصور المختلفة من شأنها أن تقلل من أهمية الهولوكوست كموضوع للدراسة. 
كانت المشكلة الأولى التي واجهها فريدليندر هي أن العصر النازي كان حديثاً في الذاكرة العامة بحيث لم يتمكن المؤرخون من التعامل معه باعتباره فترة "طبيعية" كما حدث في فرنسا في القرن السادس عشر على سبيل المثال. 
المشكلة الثانية كانت "الأهمية التفاضلية" لـ "التأريخ".  وقال فريدليندر إن دراسة الفترة النازية كانت "عالمية"، أي أنها ملك للجميع، وأن التركيز على الحياة اليومية كان موضع اهتمام خاص للمؤرخين الألمان.  وأكد أنه بالنسبة لغير الألمان، كان تاريخ الأيديولوجية النازية في الممارسة العملية، وخاصة فيما يتعلق بالحرب والإبادة الجماعية، أكثر أهمية بكثير من Alltagsgeschichte ("تاريخ الحياة اليومية"). 
المشكلة الثالثة التي واجهها فريدليندر هي أن الفترة النازية كانت فريدة من نوعها لدرجة أنه لم يكن من السهل مواءمتها مع الرؤية بعيدة المدى للتاريخ الألماني كما دعا إليها بروزات.  وأكد أن جوهر الاشتراكية القومية هو أنها "حاولت تحديد من ينبغي ومن لا ينبغي أن يسكن العالم"، وقاومت سياسات الإبادة الجماعية للنظام النازي أي محاولة لدمجها كجزء من التطور "الطبيعي" للعالم الحديث. 
تبادل بروزات وفريدليندر آرائهما المختلفة خلال سلسلة من الرسائل بينهما من عام 1987 حتى وفاة بروزات في عام 1989. وفي عام 1990 ترجمت تلك المراسلات إلى اللغة الإنجليزية، ونشرت في كتاب إعادة صياغة الماضي: هتلر والهولوكوست وجدل المؤرخين وحرره بيتر بالدوين.
نشر فريدليندر كتابه ألمانيا النازية واليهود (1997) كرد على أفكار بروزات.  ونشر الجزء الثاني منه بعنوان سنوات الإبادة: ألمانيا النازية واليهود 1939-1945 في عام 2007.
كما نشر كتاب "الحياة اليومية" Alltagsgeschichte وهو ليس عن الألمان "الآريين" ولا الجالية اليهودية، بل بالأحرى عن الحياة اليومية أثناء اضطهاد الجالية اليهودية.

## جوائز
- في عام 1981، حصل فريدليندر على جائزة أندرياس جريفيوس للأدب (دوسلدورف) عن مذكراته عندما تأتي الذاكرة، بعد نشرها باللغة الألمانية.
- وفي عام 1983 حصل على جائزة إسرائيل للتاريخ. [9]
- في عام 1988، ألقى فريدليندر ندوات جاوس في جامعة برينستون. [21]
- في عام 1998، حصل فريدليندر على جائزة "الإخوة شول" عن كتابه "الرايخ الثالث واليهود.
- حصل على زمالة ماك آرثر [22] في عام 1999.
- في عام 1997، حصل على جائزة الكتاب اليهودي الوطني (الولايات المتحدة الأمريكية) عن ألمانيا النازية واليهود: سنوات الاضطهاد. [23]
- في عام 1998، حصل على جائزة شازار من الجمعية التاريخية الإسرائيلية وجائزة الإخوة شول (ميونخ) عن ألمانيا النازية واليهود: سنوات الاضطهاد، بعد ترجمته إلى العبرية.
- وفي عام 2000، انتخب زميلًا في الأكاديمية الأمريكية للفنون والعلوم.
- وفي عام 2007 حصل على جائزة السلام لتجارة الكتاب الألمانية.
- حصل على جائزة بوليتزر لعام 2008 للكتب الواقعية العامة، [24] عن كتابه سنوات الإبادة: ألمانيا النازية واليهود، 1939-1945 بالإضافة إلى جائزة معرض لايبزيغ للكتاب لعام 2007 للكتب الواقعية.
- حصل على جائزة برونو كرايسكي لإنجاز العمر من معهد كارل رينر (فيينا) في عام 2008.
- وفي عام 2009، حصل على جائزة التميز العلمي من الجمعية التاريخية الأمريكية.
- في عام 2012، ألقى أول محاضرة بعنوان "الإنسانيات" في علم التأريخ، كلية ترينيتي، أكسفورد: "الاتجاهات في تأريخ المحرقة".
- في عام 2014، حصل على جائزة دان ديفيد لمساهمته في "التاريخ والذاكرة" [25] وجائزة إدغار دي بيتشيوتو الدولية من المعهد العالي للدراسات الدولية والتنمية (جنيف) لإنجازاته مدى الحياة.
- في عام 2019، ألقى كلمة أمام البوندستاغ في يوم الذكرى لضحايا الاشتراكية القومية.
- في عام 2021، حصل فريدليندر على جائزة لودفيج لاندمان الأولى من المتحف اليهودي في فرانكفورت.
- وفي عام 2021، حصل على جائزة بالزان لدراسات المحرقة والإبادة الجماعية. [26]

## الأعمال المنشورة
كتب
- بيوس الثاني عشر والرايخ الثالث: توثيق، نيويورك: كنوبف، 1966.
- مقدمة للسقوط: هتلر والولايات المتحدة 1939-1941، لندن: تشاتو وويندوس، 1967.
- كيرت جريستين: غموض الخير، نيويورك: كنوبف، 1969.
- تأملات حول مستقبل إسرائيل، باريس: سيويل، 1969.
- معاداة السامية النازية: تاريخ جماعي لحالة نفسية، باريس: إصدارات دو سيويل، 1974.
- بعض جوانب الأهمية التاريخية للمحرقة، القدس: معهد اليهود المعاصرين، الجامعة العبرية في القدس، 1977.
- التاريخ والتحليل النفسي: تحقيق في إمكانيات وحدود التاريخ النفسي، نيويورك: هولمز وماير، 1978.
- عندما تأتي الذاكرة، نيويورك: فارار، شتراوس، جيرو، 1979.
- تأملات النازية: مقال عن الفن الهابط والموت، نيويورك: هاربر ورو، 1984.
- الذاكرة والتاريخ وإبادة يهود أوروبا، بلومنجتون: مطبعة جامعة إنديانا، 1993.
- ألمانيا النازية واليهود: سنوات الاضطهاد، 1933-1939، نيويورك: هاربر كولينز، 1997.
- سنوات الإبادة: ألمانيا النازية واليهود، 1939-1945، هاربر كولينز، 2007.
- تأملات حول الهولوكوست، ميونيخ: بيك، 2007.
- وصف الهولوكست، غوتنغن: فالشتاين، 2007.
- فرانز كافكا: شاعر العار والذنب، نيو هافن: مطبعة جامعة ييل، 2013.
- تأملات حول النازية. مع ستيفان بو، باريس: سيويل، 2016
- حيث تؤدي الذاكرة. حياتي نيويورك، 2016. (سبتمبر 2016)
- الشكوك البروستية عن القراءة وإعادة القراءة بحثاً عن الزمن الضائع نيويورك: فري برس، 2020.
- نظرة في الهاوية يوميات إسرائيلية، ميونيخ: سي إتش بيك، 2023.

الكتب المحررة
- العرب والإسرائيليون: حوار أداره جان لاكوتور، نيويورك: دار نشر هولمز وماير، 1975 (أداره جان لاكوتور، وشارك في كتابته محمود حسين وشاؤول فريدليندر).
- رؤى نهاية العالم: نهاية أم ولادة جديدة؟ , نيويورك : هولمز وماير، 1985 (شارك في تحريره شاؤول فريدليندر، وجيرالد هولتون، وليو ماركس).
- سبر حدود التمثيل : النازية و"الحل النهائي"، كامبريدج، ماساشوستس. : مطبعة جامعة هارفارد، 1992 (تحرير شاؤول فريدليندر).
- بيرتلسمان في الرايخ الثالث، شارك في تحريره نوربرت فراي، وتروتز ريندورف، ورينهارد ويتمان وشاؤول فريدليندر، وسي. بيرتلسمان فيرلاج، 2002،
- جريمة بلا اسم، شارك في كتابته نوربرت فراي وسيبيل شتاينباخر ودان دينر وشاؤول فريدليندر، 2022 (مع مقدمة بقلم يورغن هابرماس).

## روابط خارجية
- قائمة فريدليندر
- الصفحة الرئيسية لشاؤول فريدليندر في قسم التاريخ بجامعة كاليفورنيا
- مراجعة الذاكرة والتاريخ وإبادة يهود أوروبا
- عن شاؤول فريدليندر
- مقابلة في شبيغل
- “القتل الجماعي والمجتمع الألماني في الرايخ الثالث: التفسيرات والمعضلات”، محاضرة هايز روبنسون 2001